# Hypsugo petersi
Hypsugo petersi is een vleermuis uit het geslacht Hypsugo die voorkomt op Borneo, Celebes, Luzon, Mindanao, Buru en Ambon. Mogelijk behoren de twee andere Aziatische Hypsugo-soorten, H. affinis en H. mordax, tot dezelfde soort. Het is een grote, zeldzame gladneus met een bruine vacht. De voorarmlengte bedraagt ongeveer 36 mm.